# توماس کروم
توماس کروم (استونیایی: Toomas Krõm؛ زادهٔ ۲۲ سپتامبر ۱۹۷۱) بازیکن فوتبال اهل استونی بود.
از باشگاه‌هایی که در آن بازی کرده‌است می‌توان به باشگاه فوتبال فلورا تالین، باشگاه فوتبال تالین سادام، و باشگاه فوتبال لوادیا تالین اشاره کرد.
وی همچنین در تیم ملی فوتبال استونی بازی کرده‌است.